# Palmas (Paraná)
Palmas ist ein brasilianisches Munizip im Süden des Bundesstaats Paraná. Es hatte 2021 geschätzt 52.503 Einwohner, die sich Palmenser nennen. Seine Fläche beträgt 1.558 km². Es liegt 1.082 Meter über dem Meeresspiegel.

## Etymologie
Der Name Campos de Palmas wird Major Atanagildo Pinto Martins zugeschrieben, der von 1814 bis 1819 eine von der Real Expedição de Conquista dos Campos de Guarapuava (deutsch: Königliche Expedition zur Eroberung der Guarapuava-Felder) organisierte Expedition befehligte. Der einheimische Führer der Gruppe war Häuptling Jon Jong, der sich in der Region sehr gut auskannte. Das Gebiet wurde in Tupi-Guarani mit Ibituruna bezeichnet, deutsch Hohes Land oder Land der Palmen.

## Geschichte

### Besiedlung
Ursprünglich von indigenen Völkern besiedelt, hat Palmas eine reiche Geschichte der Religiosität und auch der Kämpfe gegen die Ureinwohner um ihr Land. Sie ist direkt mit der Entstehung des Südwestens von Paraná verbunden. Die ersten Aufzeichnungen über die Entdeckung der so genannten Campos de Palmas gehen auf die 1720er Jahre zurück. Damals erkundete der curitibanische Bandeirante Zacarias Dias Côrtes diese Gebiete auf der Suche nach Gold.  
Die ersten Pioniere ließen sich im Gebiet von Palmas zwischen 1836 und 1839 nieder. Zu dieser Zeit wurden zwei Guarapuavianische Expeditionen organisiert. Ihr Auftrag war es, die von Indianern bewohnte Region zu erobern. José Ferreira dos Santos und Pedro Siqueira Côrtes leiteten die aus 27 beziehungsweise 17 Viehzüchtern bestehenden Gruppen.
Eine Kirchengemeinde wurde 1855 unter dem Namen Senhor Bom Jesus de Palmas gegründet. Zur Stadt (portugiesisch: Cidade) wurde der Ort 1896 erhoben.

### Staatliche Zugehörigkeit

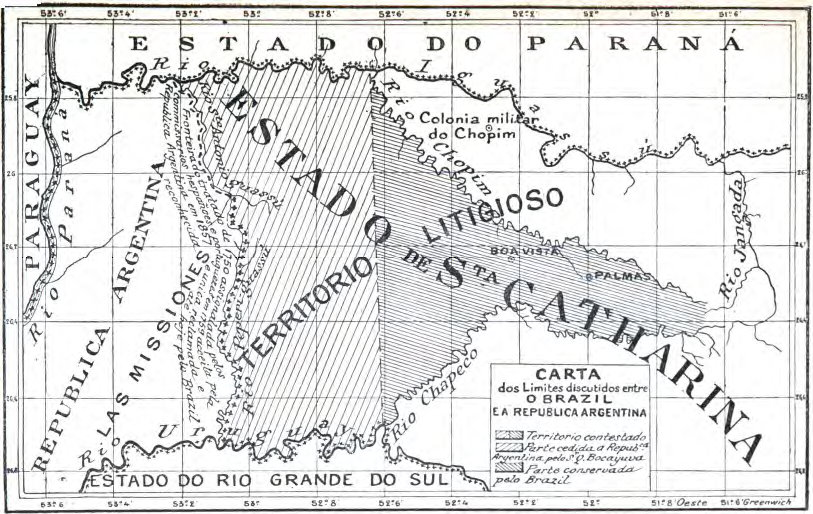
Bis 1895 umstrittenes Gebiet von Palmas

Das Gebiet von Palmas war bis Ende des 19. Jahrhunderts zwischen Brasilien und Argentinien umstritten. Die Questão de Palmas wurde 1895 mit dem Vertrag von Montevideo endgültig zu Gunsten von Brasilien geklärt. 
Zwischen September 1943 und September 1946 gehörte Palmas zum Território Federal do Iguaçu, das aus Paraná und Santa Catarina ausgegliedert und der Bundesregierung direkt unterstellt war.

### Erhebung zum Munizip
Palmas wurde durch das Provinzialgesetz Nr. 484 vom 13. April 1877 aus Guarapuava ausgegliedert und unter dem Namen Palmas in den Rang einer Vila erhoben. Es wurde am 14. April 1879 als Vila installiert.

## Geografie

### Fläche und Lage
Palmas liegt auf dem Terceiro Planalto Paranaense (der Dritten oder Guarapuava-Hochebene von Paraná). Seine Fläche beträgt 1558 km². Es liegt auf einer Höhe von 1082 Metern.

### Vegetation
Das Biom von Palmas ist Mata Atlântica.

### Klima
Das Klima ist gemäßigt warm. Es werden hohe Niederschlagsmengen verzeichnet (1975 mm pro Jahr). Im Jahresdurchschnitt liegt die Temperatur bei 16,5 °C. Die Klimaklassifikation nach Köppen und Geiger lautet Cfb.

### Gewässer
Palmas liegt im Einzugsgebiet des Iguaçu nördlich der Wasserscheide zum Uruguai. 
Der linke Iguaçu-Nebenfluss Rio Chopim durchfließt das Munizip von Ost nach West und bildet streckenweise die nördliche Grenze des Munizips. Er entspringt auf 1276 m Meereshöhe im Refúgio de Vida Silvestre dos Campos de Palmas im Osten des Munizips.
Der Rio Iratim fließt auf der Grenze zu General Carneiro und Bituruna.

### Straßen
Palmas liegt an der PRC-280 von Pato Branco zur BR-153 (Transbrasiliana).

### Terras Indígenas
Im Gebiet des Munizips liegt die Terra Indígena Palmas, jedoch nur die nördlichen 40 %. Der südliche, größere Teil liegt im Munizip Abelardo Luz (Santa Catarina). Gemäß der Datenbank der indigenen Territorien des Instituto Socioambiental leben hier 755 Menschen vom Volk der Kaingang (Stand: 2014).
| Terra indígena | Völker   | Bewohner | Fläche (km²)                       | Bewohner pro km² | Kategorie      |
| -------------- | -------- | -------- | ---------------------------------- | ---------------- | -------------- |
| Palmas         | Kaingang | 755      | gesamt: 3.800 Anteil Palmas: 1.581 | 0,2              | Terra Indígena |

### Nachbarmunizipien
|                   | Coronel Domingos Soares                     | Bituruna         |
| Clevelândia       | Kompassrose, die auf Nachbargemeinden zeigt | General Carneiro |
| Abelardo Luz (SC) |                                             | Água Doce (SC)   |

## Stadtverwaltung
Bürgermeister: Kosmos Panayotis Nicolaou, PSD (2021–2024)
Vizebürgermeister: Bruno Goldoni, PSD (2021–2024)

## Demografie

### Bevölkerungsentwicklung
| Jahr | Einwohner | Stadt | Land |
| ---- | --------- | ----- | ---- |
| 1900 | 8.503     |       |      |
| 1920 | 10.270    |       |      |
| 1940 | 23.484    | 10 %  | 90 % |
| 1950 | 17.785    | 19 %  | 81 % |
| 1960 | 19.919    | 31 %  | 69 % |
| 1970 | 25.811    | 39 %  | 61 % |
| 1980 | 30.867    | 54 %  | 46 % |
| 1991 | 35.262    | 71 %  | 29 % |
| 2000 | 34.819    | 90 %  | 10 % |
| 2010 | 42.888    | 93 %  | 7 %  |
| 2021 | 52.503    |       |      |

Quelle: IBGE, bis 2010: Volkszählungen und für 2021: Schätzung

### Ethnische Zusammensetzung
Die Bevölkerung ist ethnisch stark gemischt, wobei die Herkunft von Ureinwohnern, Schwarzen, Portugiesen, Deutschen, Italienern und Japanern geprägt ist.
| Gruppe * | 1991    | 2000    | 2010    | wer sich als …                                                                   |
| --- | ------- | ------- | ------- | -------------------------------------------------------------------------------- |
| Weiße | 65,3 %  | 74,1 %  | 55,7 %  | weiß bezeichnet                                                                  |
| Schwarze | 3,0 %   | 3,8 %   | 3,8 %   | schwarz bezeichnet                                                               |
| Gelbe | 0,1 %   | 0,4 %   | 0,8 %   | von fernöstlicher Herkunft wie japanisch, chinesisch, koreanisch etc. bezeichnet |
| Braune | 30,1 %  | 18,4 %  | 38,0 %  | braun oder als Mischung aus mehreren Gruppen bezeichnet                          |
| Indigene | 1,5 %   | 1,7 %   | 1,7 %   | Ureinwohner oder Indio bezeichnet                                                |
| ohne Angabe | 0,0 %   | 1,6 %   | 0,0 %   |                                                                                  |
| Gesamt | 100,0 % | 100,0 % | 100,0 % |                                                                                  |
| *) Das IBGE verwendet für Volkszählungen ausschließlich diese fünf Gruppen. Es verzichtet bewusst auf Erläuterungen. Die Zugehörigkeit wird vom Einwohner selbst festgelegt. |         |         |         |                                                                                  |

Quelle: IBGE (Stand: 1991, 2000 und 2010)